# Anthrenus senegalensis
Anthrenus senegalensis es una especie de escarabajo de piel del género Anthrenus, categorizada en la tribu Anthrenini, de la subfamilia Megatominae. Mide aproximadamente 1,5-2 mm de longitud.

## Distribución
Se distribuye por África: Gambia y Senegal.

## Taxonomía
Fue descrita por Pic en 1927.